# Chakacha
Le chakacha est un style musical swahili et une danse originaire de  la côte tanzanienne et kenyane. Rythmé par les tambours ngoma et urbanisé, proche de la rumba congolaise et du soukouss, il est dansé par les femmes. Les groupes les plus populaires de chakacha sont Mombasa Roots, Safari Sound Band et Them Mushrooms.

## Sources
- Le chakacha